# عشما
عشما إحدى قرى مركز الشهداء التابع لمحافظة المنوفية في جمهورية مصر العربية.

## التاريخ
قرية عشما من القرى القديمة، حيث وردت باسم «عشمه» في أعمال المنوفية ضمن قرى الروك الصلاحي التي أحصاها ابن مماتي في كتاب قوانين الدواوين، كما وردت باسم «عشمه» في أعمال المنوفية ضمن قرى الروك الناصري التي أحصاها ابن الجيعان في كتاب «التحفة السنية بأسماء البلاد المصرية». وفي العصر العثماني وردت باسم «عشمه» في التربيع العثماني الذي أجراه الوالي العثماني سليمان باشا الخادم في عصر السلطان العثماني سليمان القانوني ضمن قرى ولاية المنوفية، وفي تاريخ 1228هـ/1813م الذي عدّ قرى مصر بعد المسح الذي قام به محمد علي باشا باسم «عشما» ضمن قرى مديرية المنوفية.

## السكان
بلغ عدد سكان عشما 5,103 نسمة، حسب الإحصاء الرسمي لعام 2006.